# 코스타델솔

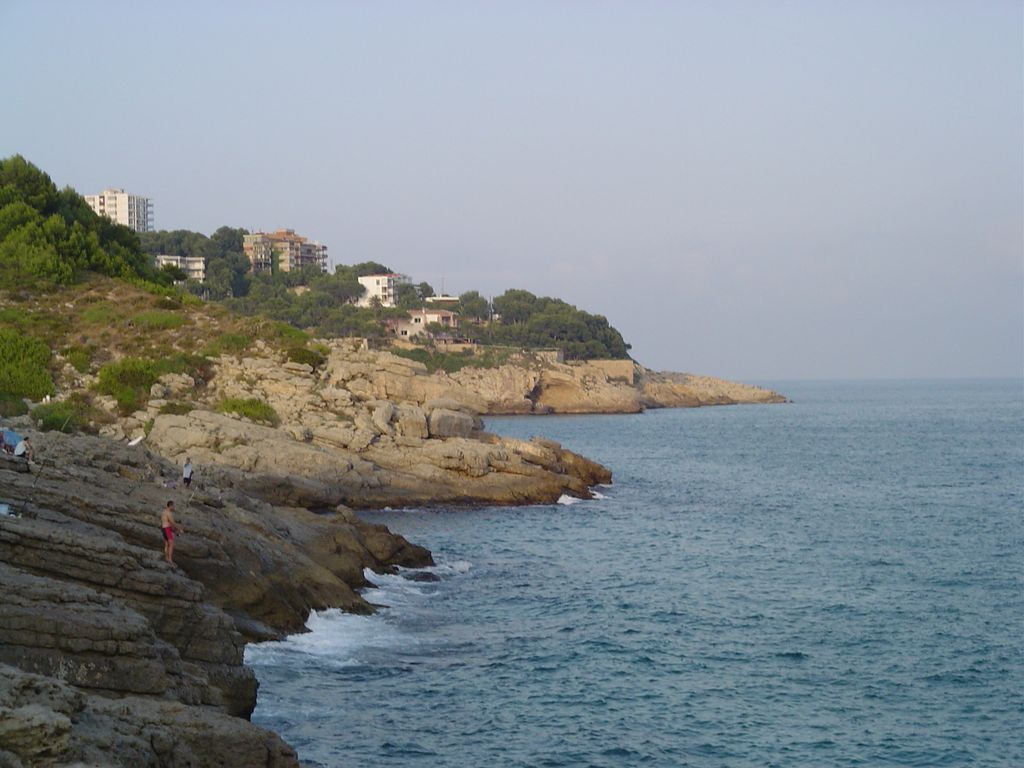
코스타델솔

코스타델솔(스페인어: Costa del Sol→태양 해안)은 스페인 안달루시아 지방의 말라가 주 해안 지역이다. 스페인 관광 산업에서 가장 중요한 분야 중 하나이며, 안달루시아의 관광 산업의 35%를 차지하며 연간 약 1,730만 관광객이 온다. 코스타델솔의 기후는 온난하며 연평균 기온은 19도에서 일조는 연간 300일 이상이다. 골프장을 비롯한 관광 관련 시설, 회의 · 전시 시설 등이 많다.